# Niebros de Socchabamba
Niebros de Socchabamba es una localidad peruana ubicada en el distrito de Ayabaca, perteneciente a la provincia homónima del departamento de Piura, al norte del Perú. 

## Ubicación
Niebros de Socchabamba se ubica al noreste de la provincia de Ayabaca, en el distrito de Ayabaca, en el departamento de Piura.

## Demografía
En 2017 Niebros de Socchabamba tenía una población de 45 habitantes.
| Gráfica de evolución demográfica de Niebros de Socchabamba entre 1993 y 2017 |
|                                                                              |
| Fuentes: Población 1993 y 2017                                               |